# Mořský proud

Mapa znázorňující mořské proudy na Zemi.

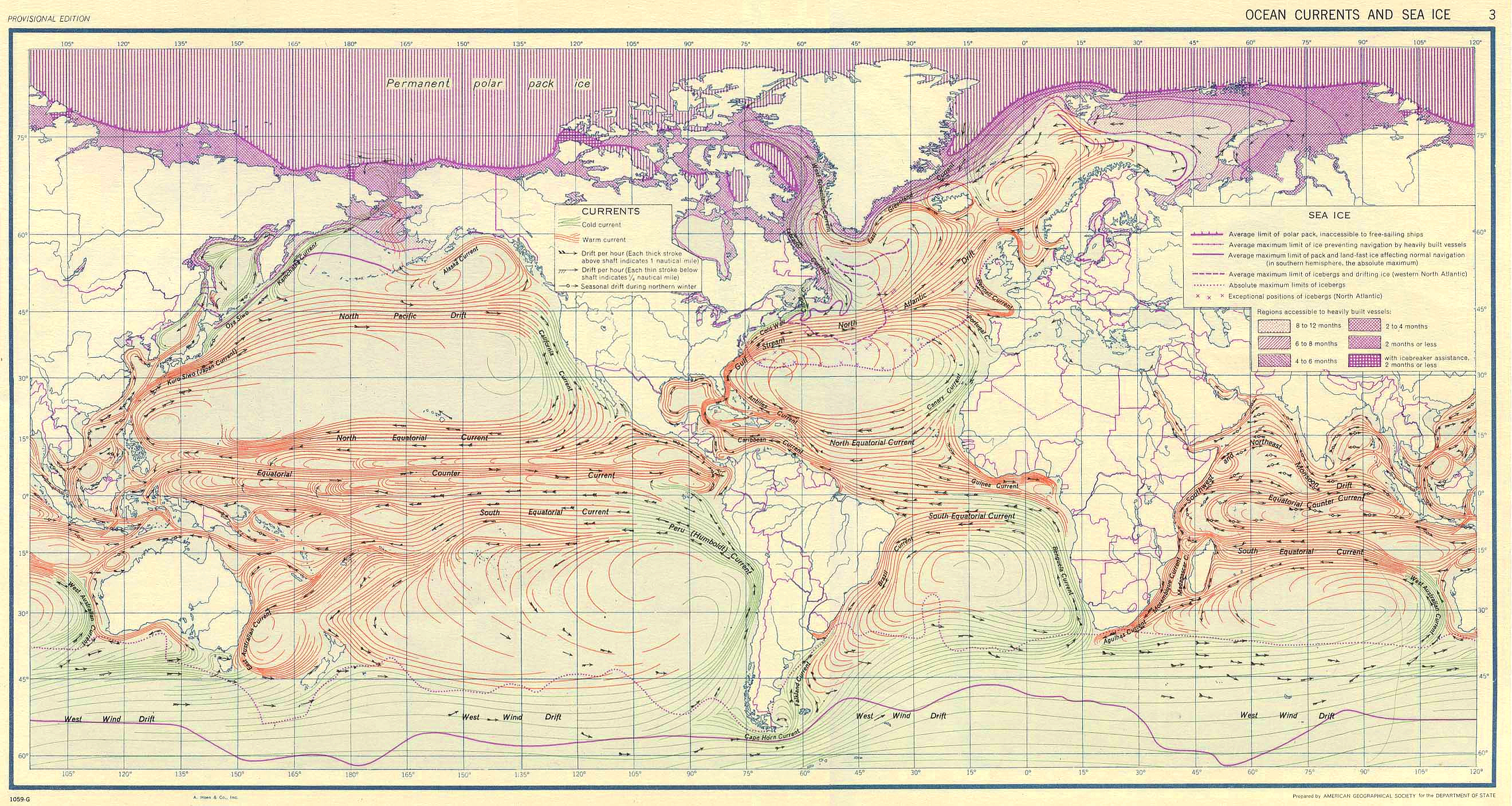
Mapa mořských proudů z roku 1943

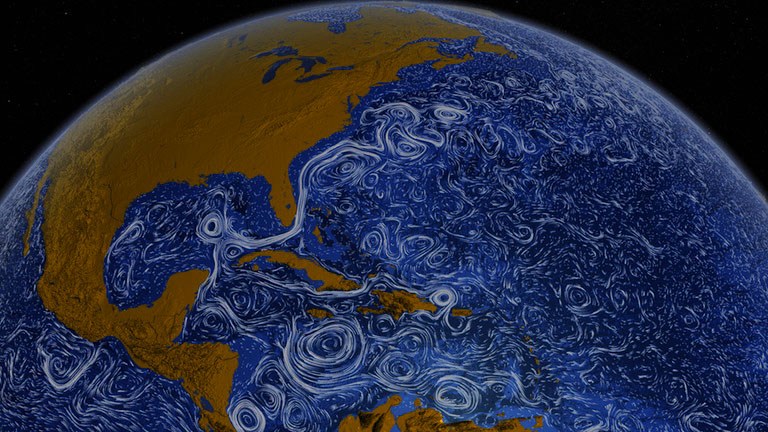
Povrchové mořské proudy

Mořský proud označuje masu vody, která se v mořích a oceánech přemísťuje z jednoho místa na druhé.

## Povrchové proudy
Povrchový proud je buď teplý (proudící od rovníku k některému z pólů) nebo studený (proudící z pólů k rovníku). Převážně ale přenášejí teplo od rovníku k pólům. Cirkulace vody (ale i větrů) se v posledních letech zvyšuje převážně u rovníku. Byť menší proudy jsou větry brzděny, tak větry část proudů posilují.

## Hlubokomořské proudy
O proudech oceánské vody v hloubkách se moc neví. Převážná většina proudů ve středních hloubkách neodpovídá modelům. I hlubokomořeské proudy se v minulosti neměnily tolik, jak se předpokládalo.

## Příčiny vzniku
Příčinami vzniku proudění bývají obvykle některé z následující jevů:
- rozdílná salinita vody v různých hloubkách
- rozdílná teplota vod
- slapové síly
- proudění vzduchu v přízemních vrstvách atmosféry
- vyrovnávání úbytku vody mezi jednotlivými oblastmi moří a oceánů
- rotace Země

## Související články

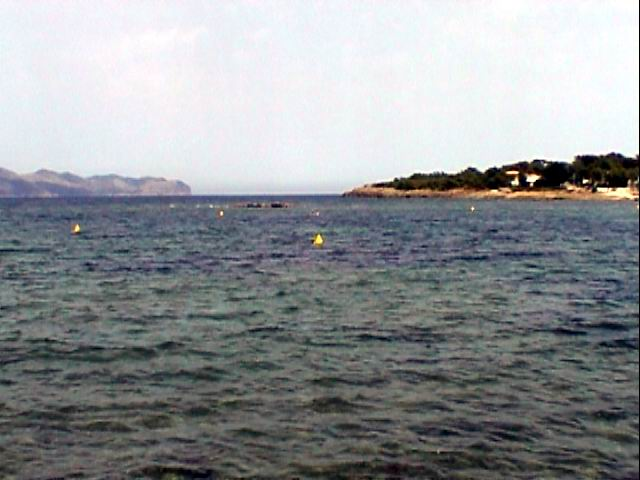
Pohled na moře

## Tabulka mořských proudů
| Název                     | Oceán                     | Poznámka                                                                   |
| Agulhaský                 | Indický                   | teplý; součást jižního rovníkového proudu                                  |
| Antilský                  | Atlantský                 | teplý; součást severního rovníkového proudu                                |
| Benguelský                | Atlantský                 | studený; součást Západního příhonu                                         |
| Brazilský                 | Atlantský                 | teplý; součást jižního rovníkového proudu                                  |
| Falklandský               | Atlantský                 | studený; součást Západního příhonu                                         |
| Golfský                   | Atlantský                 | teplý, způsobený větrem                                                    |
| Guayanský                 | Atlantský                 | teplý; součást jižního rovníkového proudu                                  |
| Guinejský                 | Atlantský                 | teplý; rovníkový protiproud                                                |
| Kurošio                   | Tichý                     | teplý; součást severního rovníkového proudu                                |
| Labradorský               | Atlantský                 | studený; způsobený odtokem studených polárních vod                         |
| Leeuwinův                 | Indický                   | teplý; způsobený odtokem teplých rovníkových vod                           |
| Monzunový                 | Indický                   | teplý; sezónní proud způsobený monzuny                                     |
| Ojašio                    | Tichý                     | studený; sezónní proud způsobený odtokem vod z Ochotského a Beringova moře |
| Peruánský                 | Tichý                     | studený; součást Západního příhonu                                         |
| severní a jižní rovníkový | Atlantský, Indický, Tichý | teplý; způsobený pasátovými větry                                          |
| Východoaustralský         | Tichý                     | teplý; součást jižního rovníkového proudu                                  |
| Východogrónský            | Atlantský                 | studený; způsobený odtokem studených polárních vod                         |
| Západní příhon            | Atlantský, Indický, Tichý | studený                                                                    |
| Západoaustralský          | Indický                   | studený; součást Západního příhonu                                         |